# Conflictul dintre Israel și Fâșia Gaza
Conflictul dintre Fâșia Gaza și Israel este o dispută în desfășurare, parte a prelungitului (încă din 1948) război israeliano-palestinian.
Rezistența palestiniană activă contra Israelului a cunoscut o nouă escaladare în urma retragerii armatei israeliene și a evacuării tuturor coloniștilor civili israelieni din Fâșia Gaza în anul 2005, eveniment care, în loc să ducă la ameliorarea conflictului, l-a agravat odată cu preluarea puterii de catre organizația teroristă islamistă Hamas în anii 2005 și 2006.
Conflictul, în forma sa actuală, a luat avânt în urma neînțelegerilor dintre Autoritatea Palestiniană și guvernul ales format de Hamas în Gaza în anul 2006, însoțite de înlăturarea activiștilor Fatah din toate pozițiile de control în zonă. 
În timp ce Autoritatea Națională Palestiniană (condus de Organizația pentru Eliberarea Palestinei sub conducerea mișcării Fatah) și Israelul se recunosc reciproc în urma acordurilor de la Oslo, noii guvernanți ai Hamasului din Fâșia Gaza nu recunosc Israelul și au optat pentru continuarea luptei armate contra statului evreiesc, prin toate mijloacele disponibile. Încă în anii 2000-2004 mișcarea Hamas a fost foarte implicată (alături de forțe din Fatah) în valul de acțiuni de teroare, inclusiv atentate sinucigașe și de alt gen contra Israelului din cadrul așa numitei Intifada Al-Aqsa sau a doua Intifadă. 
Se apreciază că impasul prelungit în negocierile dintre Israel și Autoritatea Palestiniană și măsurile de blocadă luate de Israel pentru a împiedica efortul militar al Hamasului, contribuie și ele la perpetuarea sentimentelor de frustrare și ură în rândul populației din Fâșia Gaza, care este tot mai atrasă de lozincile militante ale mișcărilor islamiste. Acestea includ nu numai Hamasul, ci și organizații precum Al Jihad Al Islami, și Comitetele populare ale rezistenței, susținute de Iran. 
Începând din 2001 militanți ai mișcărilor Hamas, Jihad Islami și altele au început să lanseze rachete și proiectile asupra așezărilor israeliene limitrofe, și în anii 2007-2012, în timpul guvernării Hamas, le-au intensificat îndreptându-le asupra a numeroase orașe din sudul Israelului, ca de pildă Sderot, Ofakim, Ashkelon, mai apoi, și Ashdod, Beer Sheva, etc.  
Aceasta a dus la declanșarea de către Israel în anul 2009 a operațiunii Plumb topit care a inclus bombardamente aeriene și intervenții terestre. Operația a atras critici în lume din cauza numărului mare de victime palestiniene civile. 
În 2012, în urma creșterii din nou a numărului de atentate în apropierea  graniței și a lansării de rachete dinspre Fâșia Gaza asupra zonelor populate ale Israelului, statul evreiesc a declanșat Operațiunea Pilonul Apărării sau „Stâlpul de nori” (amintind un episod din cartea Exodului din Biblie, unde evreii, ieșind din Egipt au fost apărați de un stâlp miraculos de nori), care a constat din bombardamente aeriene și uciderea țintită din aer a câtorva comandanți ai Hamasului și ai Djihadului Islamic, și a multor lansatori de rachete. 
În timpul acestei ultime runde a ostilităților, care a durat o săptămână (14-21 noiembrie 2012)  militanții islamiști din Fâșia Gaza au lansat un număr de rachete adânc în teritoriul Israelului, atingând și zona Tel Aviv și regiunea Ierusalimului.

## Premise
Potrivit cu planul ONU din 1947 de împărțire a Palestinei mandatare în două state - arab și evreiesc, Fâșia Gaza urma să intre în componența viitorului stat arab palestinian. Partea arabă a respins planul, în timp ce partea evreiască a procedat la înființarea statului ei propriu, Israel, proclamat la 15 mai 1948, imediat la terminarea mandatului britanic asupra Palestinei. Imediat după adoptarea la 19 noiembrie 1947 de către Adunarea Generală a ONU a planului de împărțire, a izbucnit un conflict armat intre populația arabă și evreiască din Palestina, care a culminat cu Războiul arabo-israelian din 1948-1949. În cursul acestui război armata egipteană a intrat în Fâșia Gaza în ofensiva ei spre Tel Aviv și alte zone ale noului stat Israel. Câteva sute de mii de arabi palestinieni s-au refugiat în Fâșia Gaza din teritoriile intrate sub controlul israelian. La sfârșitul războiului, între anii 1948- 1967 Fâșia Gaza s-a aflat sub controlul Egiptului. Între anii 1948-1952 s-a constituit aici, sub tutelă egipteană, un guvern palestinian virtual, fără  puteri executive, sub conducerea lui Ahmed Hilmi Pașa. Administrarea teritoriului a continuat și atunci să fie exclusiv în mâinile Egiptului.
În anii 1954-1956 de pe teritoriul Fâșiei Gaza militanți palestinieni numiți „fedaini” au inițiat acțiuni de violență contra așezărilor israeliene vecine. Acestea au atras acțiuni de represalii din partea armatei israeliene. În octombrie 1956 armata israeliană a ocupat pentru scurt timp Fâșia Gaza și peninsula Sinai în cursul Crizei Suezului, în așa numita Operație Kadesh. Ea s-a retras curând sub presiunea Uniunii Sovietice și a Statelor Unite, în urma misiunii mediatorului ONU, Lester Pearson, iar administrația militară egipteană în Gaza a fost restabilită. 
În cursul anilor populația palestiniană, în care ponderea refugiaților din 1948-1949 a devenit covârșitoare, s-a organizat în mișcări paramilitare de eliberare ca Fatah, Frontul Popular de Eliberare a Palestinei și altele, al căror obiectiv declarat era lupta pentru eliminarea Israelului și reîntoarcerea refugiaților în locurile de origine din restul Palestinei. O parte din populația arabă palestiniană a fost instalată în tabere de refugiați care dăinuie până în momentul de față, fiind asistată de organizația UNRWA a ONU.
Războiul de Șase Zile din iunie 1967 care a opus iarăși Israelul și Egiptul a dus la sfârșitul dominației egiptene în Fâșia Gaza și la ocuparea acestui teritoriu de către Israel vreme de aproape 40 de ani (1967-2005).  
După sfârșitul celei de a doua Intifade, în august 2005, în urma planului guvernului Ariel Sharon de „desconexiune”, israelienii au părăsit fizic Fâșia Gaza, demolând coloniile agricole pe care le înființaseră acolo vreme de 40 ani si evacuând cu forța pe cei 8000 de locuitori evrei din aceste așezari.  
La alegerile din 2005 Hamas a obținut victoria în alegeri pe tot cuprinsul teritoriului Autorității Palestiniene. In Cisiordania rezultatele alegerilor au fost anulate, și regimul președintelui Mahmud Abbas (Abu Mazen), bazat pe organizația Fatah, și-a continuat guvernarea, în ciuda protestelor Hamasului. În schimb, în Fâșia Gaza, potrivit cu rezultatele alegerilor, Hamas a nu a reușit să formeze un guvern de coaliție, și în iulie 2007 a înlăturat pe toți militanții Fatah din pozițiile de control, inclusiv din forțele de securitate.

## Conflictul propriu-zis
În iunie 2006, armata israeliană a intrat cu tancurile în Fâșia Gaza pentru a-și recupera un militar răpit.
În 14 - 21 noiembrie 2012 a avut loc Operațiunea Pilonul Apărării lansată de Israel în scop de apărare a locuitorilor săi,cu suportul moral și politic al unora din puterile occidentale din America și Europa.
După surse militare israeliene, în cursul operației armata israeliană a lovit în 1500 obiective și a ucis 30 de comandanți din rândurile inamicului. S-a ajuns la încetarea ostilităților cu ajutorul medierii Statelor Unite și a noii conduceri a Egiptului.Asupra Israelului au fost lansate de către arabii palestinieni din Fâșia Gaza 1,506 rachete, din care 421 se consideră că au fost deviate de instalația de apărare „Cupola de fier”.
Pe 12 iulie 2014, Israelul a declanșat o operațiune militară în Fâșia Gaza.